# Procol Harum (음반)
《Procol Harum》은 영국의 록 밴드 프로콜 하럼의 데뷔 스튜디오 음반이다. 이 음반은 1967년 9월, 미국에서 음반사 데람 레코드에 의해 발매되었는데, 그들의 획기적인 성공작이자 엄청난 인기를 끈 싱글 〈A Whiter Shade of Pale〉에 뒤이어 발매되었다. 이 트랙은 영국판 음반에는 없지만 미국판 음반에는 수록되었다. 이 음반의 영국 버전은 1967년 12월, 음반사 리갈 조노폰 레코드에 의해 발매되었다.

## 작곡
프랑스의 오르가니스트 샤를마리 비도르와 독일의 작곡가 요한 제바스티안 바흐의 작품 이후 매튜 피셔가 쓴 〈Repent Walpurgis〉를 제외하고, 모든 곡들은 원래 게리 브루커 (음악)와 키스 리드 (가사)의 작품이었다.
프로콜 하럼의 작사가 키스 리드는 송팩츠에게 〈Conquistador〉의 음악은 가사 전에 쓰여졌다고 말했다. 그는 당시 프로콜 하룸의 "100점 만점에 99점"이 "먼저 가사를 썼고, 그 다음에 음악으로 설정되었다"는 점에서 이례적이라고 덧붙였다.

## 발매
《Procol Harum》은 1967년 9월, 미국에서, 1968년 1월, 영국에서 발매되었다. 이 음반은 멀티트랙으로 녹음되었지만, 영국에서는 모노 전용으로, 미국에서는 모노 및 리채널 방식의 스테레오로 발매되었다. 광범위한 검색에도 불구하고 원본 멀티트랙 테이프가 발견되지 않아 오리지널 10개 트랙의 스테레오 믹스는 불가능할 수 있다. 그러나 몇 가지 대체 테이크가 스테레오에 섞여 CD로 제공된다. 2004년까지만 해도 스테레오에 믹스된 오리지널 싱글이 에릭 레코드의 《Dick Bartley Presents: Classic Oldies》 컴필레이션에 등장했다.
북미 오리지널 음반에는 음반 커버 포스터가 포함되어 있었다. 당시 여자친구이자 후에 키스 리드의 아내인 디킨슨의 작품은 고인이 된 일러스트레이터 오브리 비어즐리의 스타일에 의해 크게 영향을 받았다.

## 평가
| 전문가 평가 | 전문가 평가  |
| 평가 점수   | 평가 점수    |
| 출처        | 점수         |
| ----------- | ------------ |
| 올뮤직      | [ 3 ]        |
| 클래식 록   | 7/10         |
| 크로대디!   | (favourable) |
| 뮤직하운드  | 3.5/5        |

올뮤직의 브루스 에더는 이 음반에 대한 회고적 리뷰에서 "여기 있는 모든 것이 작동하는 것은 아니지만, 대부분의 사이키델릭 록이나 프로그레시브 록보다 더 잘 지탱된다"고 썼다.

## 곡 목록
모든 곡들은 특별한 언급이 없는 한 게리 브루커와 키스 리드에 의해 작사/작곡하였다.
| #  | 제목                                      | 재생 시간 |
| -- | ----------------------------------------- | --------- |
| 1. | 〈Conquistador〉                          | 2:42      |
| 2. | 〈She Wandered Through the Garden Fence〉 | 3:29      |
| 3. | 〈Something Following Me〉                | 3:40      |
| 4. | 〈Mabel〉                                 | 1:55      |
| 5. | 〈Cerdes (Outside the Gates of)〉         | 5:07      |

| #  | 제목                            | 작사·작곡 | 재생 시간 |
| -- | ------------------------------- | --------- | --------- |
| 1. | 〈A Christmas Camel〉           |           | 4:54      |
| 2. | 〈Kaleidoscope〉                |           | 2:57      |
| 3. | 〈Salad Days (Are Here Again)〉 |           | 3:44      |
| 4. | 〈Good Captain Clack〉          |           | 1:32      |
| 5. | 〈Repent Walpurgis〉            | 매튜 피셔 | 5:05      |

### 미국 버전
| #  | 제목                                      | 작사·작곡          | 재생 시간 |
| -- | ----------------------------------------- | ------------------ | --------- |
| 1. | 〈A Whiter Shade of Pale〉                | 브루커, 피셔, 리드 | 4:04      |
| 2. | 〈She Wandered Through the Garden Fence〉 |                    | 3:18      |
| 3. | 〈Something Following Me〉                |                    | 3:37      |
| 4. | 〈Mabel〉                                 |                    | 1:50      |
| 5. | 〈Cerdes (Outside the Gates of)〉         |                    | 5:04      |

| #  | 제목                                         | 작사·작곡 | 재생 시간 |
| -- | -------------------------------------------- | --------- | --------- |
| 1. | 〈A Christmas Camel〉                        |           | 4:48      |
| 2. | 〈Conquistador〉                             |           | 2:38      |
| 3. | 〈Kaleidoscope/Salad Days (Are Here Again)〉 |           | 6:31      |
| 4. | 〈Repent Walpurgis〉                         | 피셔      | 5:05      |